# راجا (جنوب السودان)
راجا (بالإنجليزية: Raga)‏ هي مدينة من مدن جنوب السودان. يبلغ عدد سكانها 3700 نسمة وذلك حسب إحصائيات سنة 2010. يبلغ ارتفاع المدينة عن سطح البحر قرابة 545 متر.

## المناخ
يظهر الجدول التالي التغييرات المناخية على مدار السنة لراجا:
| البيانات المناخية لـراجا           | البيانات المناخية لـراجا | البيانات المناخية لـراجا | البيانات المناخية لـراجا | البيانات المناخية لـراجا | البيانات المناخية لـراجا | البيانات المناخية لـراجا | البيانات المناخية لـراجا | البيانات المناخية لـراجا | البيانات المناخية لـراجا | البيانات المناخية لـراجا | البيانات المناخية لـراجا | البيانات المناخية لـراجا | البيانات المناخية لـراجا |
| الشهر                              | يناير                    | فبراير                   | مارس                     | أبريل                    | مايو                     | يونيو                    | يوليو                    | أغسطس                    | سبتمبر                   | أكتوبر                   | نوفمبر                   | ديسمبر                   | المعدل السنوي            |
| ---------------------------------- | ------------------------ | ------------------------ | ------------------------ | ------------------------ | ------------------------ | ------------------------ | ------------------------ | ------------------------ | ------------------------ | ------------------------ | ------------------------ | ------------------------ | ------------------------ |
| الدرجة القصوى °م (°ف)              | 40.6 (105.1)             | 41.6 (106.9)             | 43.7 (110.7)             | 42.7 (108.9)             | 41.5 (106.7)             | 39.0 (102.2)             | 36.7 (98.1)              | 36.2 (97.2)              | 36.4 (97.5)              | 38.2 (100.8)             | 38.7 (101.7)             | 40.3 (104.5)             | 43.7 (110.7)             |
| متوسط درجة الحرارة الكبرى °م (°ف)  | 34.2 (93.6)              | 35.8 (96.4)              | 37.3 (99.1)              | 37.5 (99.5)              | 35.1 (95.2)              | 32.5 (90.5)              | 30.7 (87.3)              | 30.8 (87.4)              | 31.8 (89.2)              | 33.2 (91.8)              | 34.6 (94.3)              | 34.2 (93.6)              | 34.0 (93.2)              |
| المتوسط اليومي °م (°ف)             | 22.1 (71.8)              | 24.8 (76.6)              | 28.0 (82.4)              | 29.3 (84.7)              | 28.7 (83.7)              | 26.5 (79.7)              | 25.7 (78.3)              | 25.7 (78.3)              | 26.1 (79.0)              | 26.4 (79.5)              | 25.0 (77.0)              | 23.2 (73.8)              | 26.0 (78.8)              |
| متوسط درجة الحرارة الصغرى °م (°ف)  | 11.6 (52.9)              | 13.8 (56.8)              | 18.7 (65.7)              | 21.0 (69.8)              | 22.2 (72.0)              | 20.6 (69.1)              | 20.6 (69.1)              | 20.5 (68.9)              | 20.3 (68.5)              | 19.6 (67.3)              | 15.4 (59.7)              | 12.2 (54.0)              | 18.0 (64.4)              |
| أدنى درجة حرارة °م (°ف)            | 4.2 (39.6)               | 7.5 (45.5)               | 10.4 (50.7)              | 11.0 (51.8)              | 17.2 (63.0)              | 17.3 (63.1)              | 17.1 (62.8)              | 17.8 (64.0)              | 17.3 (63.1)              | 11.0 (51.8)              | 7.5 (45.5)               | 3.6 (38.5)               | 3.6 (38.5)               |
| الهطول مم (إنش)                    | 0.5 (0.02)               | 1.6 (0.06)               | 19.7 (0.78)              | 48.8 (1.92)              | 123.4 (4.86)             | 167.1 (6.58)             | 227.4 (8.95)             | 254.9 (10.04)            | 176.0 (6.93)             | 84.4 (3.32)              | 37.8 (1.49)              | 0.0 (0.0)                | 1٬141٫6 (44.94)          |
| متوسط أيام هطول الأمطار (≥ 0.1 mm) | 0.1                      | 0.5                      | 1.9                      | 4.8                      | 10.3                     | 11.1                     | 15.1                     | 16.1                     | 12.7                     | 7.8                      | 0.7                      | 0.0                      | 81.1                     |
| متوسط الرطوبة النسبية (%)          | 32                       | 33                       | 39                       | 50                       | 65                       | 71                       | 75                       | 75                       | 71                       | 61                       | 44                       | 37                       | 54.4                     |
| ساعات سطوع الشمس الشهرية           | 300.7                    | 263.2                    | 254.2                    | 249.0                    | 241.8                    | 207.0                    | 189.1                    | 207.7                    | 207.0                    | 235.6                    | 273.0                    | 313.1                    | 2٬941٫4                  |
| نسبة وصول أشعة الشمس               | 83                       | 80                       | 69                       | 67                       | 62                       | 56                       | 49                       | 52                       | 76                       | 63                       | 77                       | 86                       | 68                       |
| المصدر #1: NOAA                    |                          |                          |                          |                          |                          |                          |                          |                          |                          |                          |                          |                          |                          |
| المصدر #2: Climate Charts          |                          |                          |                          |                          |                          |                          |                          |                          |                          |                          |                          |                          |                          |